# Giochi mondiali universitari
I Giochi mondiali universitari (FISU World University Games in inglese), originariamente denominati Universiadi, sono una manifestazione sportiva multidisciplinare corrispondente ai Giochi olimpici.
Il suo svolgimento è biennale e vi partecipano gli atleti universitari, provenienti da ogni parte del mondo. Il nome Universiade, coniato da Massimo Della Pergola, il creatore della SISAL, è nato come parola macedonia di Università e Olimpiade, e racchiude anche in sé uno dei concetti alla base di ogni genere di sport: l'universalità. L'evento è organizzato sotto l'egida della FISU.

## Storia
I campionati sportivi universitari internazionali furono organizzati dal 1923 al 1939, con la denominazione di Giochi Universitari Internazionali. Erano organizzati dalla Confederazione internazionale degli studenti e si disputavano con cadenza irregolare (in media ogni due anni), dando spesso luogo ad accese rivalità.
L'Universiade vera e propria fu ideata e organizzata dal dirigente sportivo Primo Nebiolo nel secondo dopoguerra. La prima edizione si sarebbe dovuta tenere a Roma, sede dei Giochi olimpici estivi del 1960, ma gli impianti non erano pronti, e la manifestazione si tenne nel 1959 a Torino, che aveva già costruito gli impianti necessari per festeggiare il centenario dell'Unità d'Italia nel 1961 e vedeva nella manifestazione la possibilità di compiere un test event. Con l'occasione venne creata la bandiera con la "U" sovrastante o semicircondata da cinque stelle degli stessi colori dei cerchi olimpici (nell'ordine: blu, giallo, nero, verde e rosso) e venne adottato come inno il Gaudeamus igitur.
Da quel momento in poi, la FISU organizzò regolarmente i giochi mondiali universitari, con una partecipazione crescente di nazioni e di atleti: all'Universiade estiva del 2005, a Smirne (Turchia), parteciparono 7 800 atleti.
Il Paese che ha ottenuto più edizioni delle Universiadi è l'Italia: dodici. L'ultima di queste è la XXX Universiade estiva, tenutasi a Napoli nel 2019, mentre la prossima saranno i XXXII Giochi universitari invernali, in programma a Torino nel 2025.
La città a cui è stato assegnato il maggior numero di edizioni è Torino: quattro, delle quali due estive (1959 e 1970) e due invernali (2007 e 2025). Inoltre nel 1966 si è svolta a Sestriere, comune della provincia torinese, la IV Universiade invernale.
Sempre a Torino ha inoltre luogo la tradizionale accensione della fiaccola del sapere che, analogamente alla fiamma olimpica, è poi trasportata dalla staffetta di tedofori fino al luogo di svolgimento della manifestazione.

## Discipline
Secondo le regole stabilite dalla FISU nell'ottobre del 2008, i Giochi mondiali universitari estivi constano di competizioni in 15 sport obbligatori, per un totale di:
- Atletica leggera
- Calcio
- Ginnastica artistica
- Ginnastica ritmica
- Nuoto
- Pallacanestro
- Pallanuoto
- Pallavolo
- Scherma
- Taekwondo
- Tennis
- Tennistavolo
- Tiro a segno
- Tiro con l'arco[5]
- Tuffi

Il record di presenze per numero di atleti è per l'edizione di Bangkok 2007 con 9 006 partecipanti, mentre il numero massimo di nazioni si è registrato a Taegu 2003.
I Giochi mondiali universitari invernali organizzano invece competizioni in 8 sport obbligatori:
- Biathlon
- Curling
- Hockey su ghiaccio
- Pattinaggio di figura
- Pattinaggio di velocità
- Sci alpino
- Sci nordico (composto da combinata nordica, salto con gli sci e sci di fondo)
- Snowboard

I record di partecipazioni per numero di atleti e per numero di nazioni spettano entrambi all'edizione di Trentino 2013, con oltre 3 000 atleti di 55 nazionalità.
Per entrambe, il Paese organizzatore può proporre in aggiunta un massimo di tre sport opzionali.

## Edizioni
| Giochi mondiali universitari estivi | Giochi mondiali universitari estivi        | Giochi mondiali universitari estivi | Giochi mondiali universitari estivi                    |
| ----------------------------------- | ------------------------------------------ | ----------------------------------- | ------------------------------------------------------ |
|                                     |                                            |                                     | Una edizione Due edizioni Tre edizioni Cinque edizioni |
| Anno                                | Evento                                     | Sede                                | Sede                                                   |
| 1959                                | I Universiade estiva                       | Torino                              | Italia                                                 |
| 1961                                | II Universiade estiva                      | Sofia                               | Bulgaria                                               |
| 1963                                | III Universiade estiva                     | Porto Alegre                        | Brasile                                                |
| 1965                                | IV Universiade estiva                      | Budapest                            | Ungheria                                               |
| 1967                                | V Universiade estiva                       | Tokyo                               | Giappone                                               |
| 1970                                | VI Universiade estiva                      | Torino                              | Italia                                                 |
| 1973                                | VII Universiade estiva                     | Mosca                               | Unione Sovietica                                       |
| 1975                                | VIII Universiade estiva                    | Roma                                | Italia                                                 |
| 1977                                | IX Universiade estiva                      | Sofia                               | Bulgaria                                               |
| 1979                                | X Universiade estiva                       | Città del Messico                   | Messico                                                |
| 1981                                | XI Universiade estiva                      | Bucarest                            | Romania                                                |
| 1983                                | XII Universiade estiva                     | Edmonton                            | Canada                                                 |
| 1985                                | XIII Universiade estiva                    | Kōbe                                | Giappone                                               |
| 1987                                | XIV Universiade estiva                     | Zagabria                            | Jugoslavia                                             |
| 1989                                | XV Universiade estiva                      | Duisburg                            | Germania Ovest                                         |
| 1991                                | XVI Universiade estiva                     | Sheffield                           | Regno Unito                                            |
| 1993                                | XVII Universiade estiva                    | Buffalo                             | Stati Uniti                                            |
| 1995                                | XVIII Universiade estiva                   | Fukuoka                             | Giappone                                               |
| 1997                                | XIX Universiade estiva                     | Sicilia                             | Italia                                                 |
| 1999                                | XX Universiade estiva                      | Palma di Maiorca                    | Spagna                                                 |
| 2001                                | XXI Universiade estiva                     | Pechino                             | Cina                                                   |
| 2003                                | XXII Universiade estiva                    | Taegu                               | Corea del Sud                                          |
| 2005                                | XXIII Universiade estiva                   | Smirne                              | Turchia                                                |
| 2007                                | XXIV Universiade estiva                    | Bangkok                             | Thailandia                                             |
| 2009                                | XXV Universiade estiva                     | Belgrado                            | Serbia                                                 |
| 2011                                | XXVI Universiade estiva                    | Shenzhen                            | Cina                                                   |
| 2013                                | XXVII Universiade estiva                   | Kazan'                              | Russia                                                 |
| 2015                                | XXVIII Universiade estiva                  | Gwangju                             | Corea del Sud                                          |
| 2017                                | XXIX Universiade estiva                    | Taipei                              | Taipei Cinese                                          |
| 2019                                | XXX Universiade estiva                     | Napoli                              | Italia                                                 |
| 2021                                | XXXI Giochi mondiali universitari estivi   | Chengdu                             | Cina                                                   |
| 2023                                | XXXII Giochi mondiali universitari estivi  | Ekaterinburg                        | Russia                                                 |
| 2025                                | XXXII Giochi mondiali universitari estivi  | Reno-Ruhr                           | Germania                                               |
| 2027                                | XXXIII Giochi mondiali universitari estivi | Hoseo                               | Corea del Sud                                          |
| 2029                                | XXXIV Giochi mondiali universitari estivi  | Carolina del Nord                   | Stati Uniti                                            |

| Giochi mondiali universitari invernali | Giochi mondiali universitari invernali       | Giochi mondiali universitari invernali | Giochi mondiali universitari invernali                                               |
| -------------------------------------- | -------------------------------------------- | -------------------------------------- | ------------------------------------------------------------------------------------ |
|                                        |                                              |                                        | Una edizione Due edizioni Tre edizioni Quattro edizioni Cinque edizioni Sei edizioni |
| Anno                                   | Evento                                       | Sede                                   | Sede                                                                                 |
| 1960                                   | I Universiade invernale                      | Chamonix                               | Francia                                                                              |
| 1962                                   | II Universiade invernale                     | Villars-sur-Ollon                      | Svizzera                                                                             |
| 1964                                   | III Universiade invernale                    | Špindlerův Mlýn                        | Cecoslovacchia                                                                       |
| 1966                                   | IV Universiade invernale                     | Sestriere                              | Italia                                                                               |
| 1968                                   | V Universiade invernale                      | Innsbruck                              | Austria                                                                              |
| 1970                                   | VI Universiade invernale                     | Rovaniemi                              | Finlandia                                                                            |
| 1972                                   | VII Universiade invernale                    | Lake Placid                            | Stati Uniti                                                                          |
| 1975                                   | VIII Universiade invernale                   | Livigno                                | Italia                                                                               |
| 1978                                   | IX Universiade invernale                     | Špindlerův Mlýn                        | Cecoslovacchia                                                                       |
| 1981                                   | X Universiade invernale                      | Jaca                                   | Spagna                                                                               |
| 1983                                   | XI Universiade invernale                     | Sofia                                  | Bulgaria                                                                             |
| 1985                                   | XII Universiade invernale                    | Belluno                                | Italia                                                                               |
| 1987                                   | XIII Universiade invernale                   | Štrbské Pleso                          | Cecoslovacchia                                                                       |
| 1989                                   | XIV Universiade invernale                    | Sofia                                  | Bulgaria                                                                             |
| 1991                                   | XV Universiade invernale                     | Sapporo                                | Giappone                                                                             |
| 1993                                   | XVI Universiade invernale                    | Zakopane                               | Polonia                                                                              |
| 1995                                   | XVII Universiade invernale                   | Jaca                                   | Spagna                                                                               |
| 1997                                   | XVIII Universiade invernale                  | Muju                                   | Corea del Sud                                                                        |
| 1999                                   | XIX Universiade invernale                    | Poprad-Tatry                           | Slovacchia                                                                           |
| 2001                                   | XX Universiade invernale                     | Zakopane                               | Polonia                                                                              |
| 2003                                   | XXI Universiade invernale                    | Tarvisio                               | Italia                                                                               |
| 2005                                   | XXII Universiade invernale                   | Innsbruck                              | Austria                                                                              |
| 2007                                   | XXIII Universiade invernale                  | Torino                                 | Italia                                                                               |
| 2009                                   | XXIV Universiade invernale                   | Harbin                                 | Cina                                                                                 |
| 2011                                   | XXV Universiade invernale                    | Erzurum                                | Turchia                                                                              |
| 2013                                   | XXVI Universiade invernale                   | Trentino                               | Italia                                                                               |
| 2015                                   | XXVII Universiade invernale                  | Granada                                | Spagna                                                                               |
| 2015                                   | XXVII Universiade invernale                  | Štrbské Pleso/Osrblie                  | Slovacchia                                                                           |
| 2017                                   | XXVIII Universiade invernale                 | Almaty                                 | Kazakistan                                                                           |
| 2019                                   | XXIX Universiade invernale                   | Krasnojarsk                            | Russia                                                                               |
| 2021                                   | XXX Universiade invernale                    | Lucerna                                | Svizzera                                                                             |
| 2023                                   | XXXI Giochi mondiali universitari invernali  | Lake Placid                            | Stati Uniti                                                                          |
| 2025                                   | XXXII Giochi mondiali universitari invernali | Torino                                 | Italia                                                                               |

## Medagliere complessivo
Aggiornato ai XXXI Giochi mondiali universitari estivi di Chengdu
| Posizione | Nazione          |     |     |     | Tot. |
| --------- | ---------------- | --- | --- | --- | ---- |
| 1         | Russia           | 637 | 552 | 587 | 1776 |
| 2         | Cina             | 622 | 412 | 369 | 1403 |
| 3         | Stati Uniti      | 550 | 511 | 488 | 1549 |
| 4         | Unione Sovietica | 512 | 429 | 318 | 1259 |
| 5         | Giappone         | 473 | 482 | 582 | 1537 |
| 6         | Corea del Sud    | 381 | 307 | 369 | 1057 |
| 7         | Italia           | 267 | 286 | 353 | 906  |
| 8         | Ucraina          | 216 | 226 | 221 | 663  |
| 9         | Polonia          | 170 | 199 | 209 | 578  |
| 10        | Francia          | 150 | 196 | 257 | 603  |
| 11        | Romania          | 147 | 136 | 152 | 435  |
| 12        | Ungheria         | 123 | 107 | 125 | 355  |
| 13        | Taipei cinese    | 91  | 116 | 140 | 347  |
| 14        | Germania         | 83  | 110 | 145 | 338  |
| 15        | Canada           | 79  | 133 | 169 | 381  |
| 16        | Regno Unito      | 74  | 113 | 128 | 315  |
| 17        | Cuba             | 73  | 71  | 72  | 216  |
| 18        | Germania Ovest   | 72  | 87  | 114 | 273  |
| 19        | Austria          | 67  | 68  | 79  | 214  |
| 20        | Bielorussia      | 65  | 84  | 87  | 236  |

### Medagliere estivo
Aggiornato ai XXXI Giochi mondiali universitari estivi di Chengdu
| Posizione | Nazione          |     |     |     | Tot. |
| --------- | ---------------- | --- | --- | --- | ---- |
| 1         | Cina             | 548 | 346 | 293 | 1187 |
| 2         | Stati Uniti      | 513 | 453 | 426 | 1392 |
| 3         | Russia           | 430 | 364 | 419 | 1213 |
| 4         | Unione Sovietica | 409 | 337 | 251 | 997  |
| 5         | Giappone         | 370 | 364 | 478 | 1212 |
| 6         | Corea del Sud    | 260 | 221 | 246 | 727  |
| 7         | Italia           | 212 | 225 | 284 | 721  |
| 8         | Ucraina          | 182 | 185 | 179 | 546  |
| 9         | Romania          | 148 | 132 | 149 | 429  |
| 10        | Ungheria         | 120 | 105 | 121 | 346  |
| 11        | Polonia          | 114 | 134 | 151 | 399  |
| 12        | Francia          | 91  | 136 | 196 | 423  |
| 13        | Taipei cinese    | 91  | 115 | 139 | 345  |
| 14        | Cuba             | 73  | 68  | 72  | 213  |
| 15        | Regno Unito      | 69  | 102 | 119 | 290  |
| 16        | Germania         | 65  | 87  | 130 | 282  |
| 17        | Germania Ovest   | 56  | 80  | 100 | 236  |
| 18        | Australia        | 55  | 53  | 80  | 188  |
| 19        | Canada           | 52  | 104 | 131 | 287  |
| 20        | Bielorussia      | 46  | 57  | 69  | 172  |

### Medagliere invernale
Aggiornato ai XXXI Giochi universitari invernali di Lake Placid
| Posizione | Nazione          |     |     |     | Tot. |
| --------- | ---------------- | --- | --- | --- | ---- |
| 1         | Russia           | 207 | 188 | 168 | 563  |
| 2         | Corea del Sud    | 121 | 86  | 78  | 285  |
| 3         | Giappone         | 114 | 119 | 106 | 339  |
| 4         | Unione Sovietica | 103 | 92  | 67  | 262  |
| 5         | Cina             | 74  | 66  | 76  | 216  |
| 6         | Italia           | 57  | 62  | 71  | 190  |
| 7         | Francia          | 57  | 57  | 55  | 169  |
| 8         | Polonia          | 56  | 65  | 61  | 182  |
| 9         | Cecoslovacchia   | 54  | 40  | 25  | 119  |
| 10        | Austria          | 51  | 52  | 53  | 156  |
| 11        | Svizzera         | 41  | 38  | 40  | 119  |
| 12        | Stati Uniti      | 37  | 58  | 62  | 157  |
| 13        | Ucraina          | 34  | 41  | 42  | 117  |
| 14        | Kazakistan       | 32  | 29  | 38  | 99   |
| 15        | Rep. Ceca        | 31  | 28  | 47  | 106  |
| 16        | Canada           | 26  | 31  | 35  | 92   |
| 17        | Slovenia         | 23  | 31  | 27  | 81   |
| 18        | Slovacchia       | 20  | 21  | 26  | 67   |
| 19        | Bielorussia      | 19  | 27  | 18  | 64   |
| 20        | Germania         | 18  | 21  | 25  | 64   |